# 日本語検定
日本語検定（にほんごけんてい）は、知識と運用能力を測定する日本語の語学検定である。特定非営利活動法人日本語検定委員会主催・文部科学省後援。
2007年から、概ね6月と11月の年2回実施されており、受検者数は年間およそ10万人。同種の検定では、受検者数は最大規模である。
主に日本語を母語とする者を対象としており、母語としない者を対象とする日本語能力試験とは異なる。

## 概要
- 日本語の総合的な運用能力を測る検定である。漢字だけでなく、敬語や語彙など幅広い領域から出題される。主な受検対象は、日本語を母語とする人であるが、誰でも受検できる。日本国籍を持っているかどうかは関係ない。
- 日本語が母語ではない日本語学習者を対象とする『日本語能力試験』[3]と混同されることがあるが、別の検定である。
- 主催団体である特定非営利活動法人日本語検定委員会は、BJTビジネス日本語能力テストを実施していた財団法人日本漢字能力検定協会とは別の法人である。
- 認定者を入試等で優遇する学校や、[4]入社試験で優遇する企業・各種研修の一環として実施する企業が年々増えている。
  - 特別協賛 - 読売新聞社
  - 協賛 - 時事通信社/東京書籍
  - 後援 - 文部科学省[5]/日本商工会議所/日本経団連事業サービス/全国高等学校国語教育研究連合会[6]

## 特長
- 日本語の総合力を測定する。
漢字や語彙など特定の領域に限定せず、日本語の総合的な運用能力を測る。そのため、6つの領域から幅広く出題している。
【1.敬語　2.文法（言葉のきまり）　3.語彙　4.言葉の意味　5.表記　6.漢字】
- 生活場面を想定した問題で、実感をもって取り組むことができる。
小学生から大人までを対象とする日本語検定では、各級受検者の世代や社会的な役割を想定し、出題内容をそれぞれの生活場面に合わせている。
- 得意な領域・不得意な領域がわかり、自分の日本語を見直すきっかけになる。
受検者一人ひとりに作成される個人カルテ（成績表）には、小問ごとの正誤のほか、領域別得点率なども記される。これによって、自分の得意な領域やのばす必要のある領域がわかり、自分自身の日本語を見直すことができる。

## 受検級
1級を受検するためには2級の認定が必要であったが、2013年8月にその条件が撤廃された。受検時間が異なる級であれば併願受検も可能。
| 級  | 各級のレベル               | 受検の目安                         | 検定時間 | 受検料  |
| --- | -------------------------- | ---------------------------------- | -------- | ------- |
| 1級 | 社会人上級レベル           | 社会人・大学生                     | 60分     | 6,800円 |
| 2級 | 大学卒業～社会人中級レベル | 社会人・大学生・高校生             | 60分     | 5,800円 |
| 3級 | 高校卒業～社会人基礎レベル | 社会人・大学生・高校生・中学生     | 60分     | 4,300円 |
| 4級 | 中学校卒業レベル           | 大学生・高校生・中学生             | 50分     | 3,000円 |
| 5級 | 小学校卒業レベル           | 中学生・小学校高学年・小学校中学年 | 50分     | 2,300円 |
| 6級 | 小学校4年生レベル          | 小学生                             | 50分     | 2,200円 |
| 7級 | 小学校2年生レベル          | 小学校中学年・小学校低学年         | 50分     | 2,200円 |

## 認定の基準
得点率に応じて、各級2種類の認定がある。但し、6領域をバランスよく得点することが必要で、得点率が一定の基準に満たない領域がある場合には認定されない（7級を除く）。
| 級  | 総合得点率  | 領域別得点率 | 認定  |
| --- | ----------- | ------------ | ----- |
| 1級 | 80%程度以上 | 50％以上     | 1級   |
| 1級 | 70%程度以上 | 50％以上     | 準1級 |
| 2級 | 75%程度以上 | 50％以上     | 2級   |
| 2級 | 65%程度以上 | 50％以上     | 準2級 |
| 3級 | 70%程度以上 | 50％以上     | 3級   |
| 3級 | 60%程度以上 | 50％以上     | 準3級 |
| 4級 | 70%程度以上 | 50％以上     | 4級   |
| 4級 | 60%程度以上 | 50％以上     | 準4級 |
| 5級 | 70%程度以上 | 50％以上     | 5級   |
| 5級 | 60%程度以上 | 50％以上     | 準5級 |
| 6級 | 70%程度以上 | 50％以上     | 6級   |
| 6級 | 60%程度以上 | 50％以上     | 準6級 |
| 7級 | 70%程度以上 | 領域なし     | 7級   |
| 7級 | 60%程度以上 | 領域なし     | 準7級 |

## 日本語検定を題材にした作品
- 『日本語検定 DS』（2008年4月24日・ニンテンドーDS）